# Claude-Henri Grignon
Pour les articles homonymes, voir Grignon.
Claude-Henri Grignon est un journaliste et écrivain québécois né le 8 juillet 1894 à Sainte-Adèle et mort dans la même ville le 3 avril 1976.
Critique littéraire et pamphlétaire à ses débuts, il se fait connaître du public sous le nom de plume Valdombre dans les années 1920. Il connaît le succès auprès de la critique et du public en 1933 avec son roman Un homme et son péché, mettant en scène le personnage de Séraphin Poudrier, paysan de Saint-Adèle rongé par le péché d'avarice.
Le succès de son roman campé dans les Laurentides de la fin du 19e siècle, à une époque où les valeurs conservatrices et l'amour de la terre règnent en dogmes, mène à la création de plusieurs œuvres : notamment une série radiophonique, Un homme et son péché (1939-1962), et deux séries télévisées, Les Belles Histoires des pays d'en haut (1956-1970) et Les Pays d'en haut (2016-2021).
Le succès et la longévité de l'univers fictif créé par Claude-Henri Grignon font de lui l'un des auteurs les plus populaires de la littérature québécoise au 20e siècle,,.

## Biographie

### Jeunesse

#### Famille

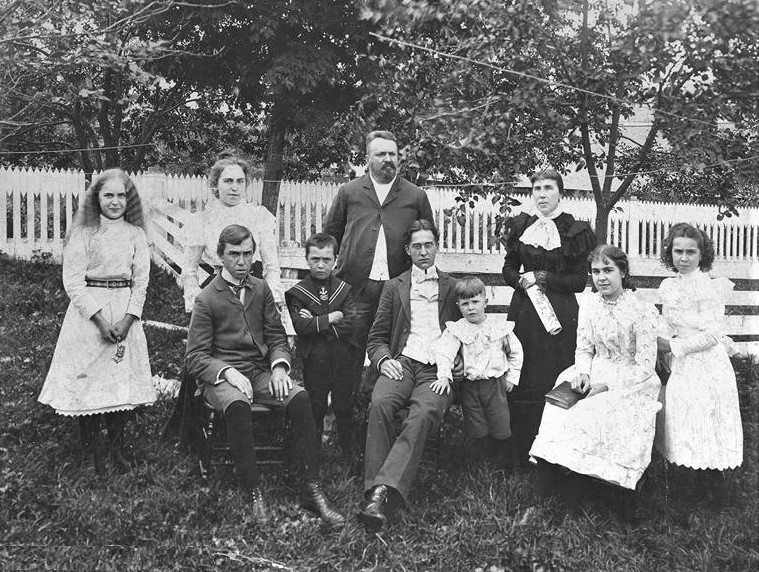
Wilfrid Grignon et sa famille en 1899. Claude-Henri est le plus petit.

Claude-Henri Grignon, né Eugène-Henri Grignon, vient au monde à Sainte-Adèle, dans les Laurentides. Il est le benjamin d'une famille de quatre garçons et quatre filles nés du Dr Wilfrid Grignon (1854-1915), un médecin originaire de Saint-Jérôme, et d'Eugénie Baker (1907), une Acadienne d'ascendance américaine.
Son enfance se déroule dans le contexte de la colonisation des Laurentides, à la fin du XIXe siècle. Le père de Claude-Henri Grignon s'était installé à Sainte-Adèle en 1879 – à la demande du curé Antoine Labelle – afin de participer à l'effort de colonisation de cette région du Québec. En tant que médecin, au fil des ans, le Dr Grignon a fini par occuper diverses fonctions au sein de sa communauté (entre autres, celles de conseiller municipal, maire, préfet de comté, commissaire aux permis d'alcool et juge de paix). Par le truchement de ses activités, le Dr Grignon a fait la connaissance de personnages et la découverte de lieux pittoresques dont il recueille les traces.
À travers les récits de son père, Claude-Henri Grignon développe très tôt le goût de l'écriture. Grandissant avec le sentiment d'être investi d'une mission, il se considère responsable de garder vivant le souvenir des « Pays d'en haut », un héritage intimement associé à la survivance de son peuple, lié à un territoire et à une époque bien précise.

#### Formation
De tempérament rebelle et bohème, dès le primaire, Claude-Henri Grignon supporte mal la discipline imposée à son école. Délaissant les classes, il passe son temps au bord de la rivière aux Mulets, à parler avec les draveurs qui y travaillent, ou en forêt, à la chasse et à la pêche.
En 1907, le malheur frappe sa famille. Sa mère Eugénie meurt subitement. Moins d'un an plus tard, son père se remarie avec Hermine Longpré. À la suite de ce remariage, Claude-Henri Grignon est envoyé en pension au Collège Saint-Laurent à Montréal. Cette expérience, dans un milieu et une ville nouvelle, lui est particulièrement pénible. Il y fait toutefois la connaissance de Louis Francœur, futur journaliste de La Patrie et du Star, qui demeure son ami tout au long de sa vie. Revenu à Sainte-Adèle en 1910, son père décide de prendre en main son éducation en embauchant un professeur privé pour son fils. Après un court passage de deux ans à l'École d'agriculture d'Oka, en 1914, Claude-Henri Grignon décide d'abandonner ses études définitivement. Il demeurera toute sa vie un autodidacte.
Le 23 juin 1915, son père meurt subitement à l'âge de 61 ans. Cette mort est un terrible choc pour le jeune homme. L'année suivante, il décide de quitter Sainte-Adèle pour s'installer à Montréal, où il occupe un poste de fonctionnaire au ministère des Douanes.

### Journalisme

#### Débuts
Malgré ses difficultés scolaires, Claude-Henri Grignon est un grand lecteur. Il affectionne les auteurs français (en particulier ceux du XIXe siècle : Honoré de Balzac, Gustave Flaubert, Charles Péguy et Charles Maurras). Peu à peu, son intérêt pour l'écriture et la lecture l'attire vers le journalisme. Son premier article paraît dans L'Avenir du Nord de Saint-Jérôme, un journal alors identifié au Parti libéral, en septembre 1916. Si ses chroniques concernent au départ des sujets variés, rapidement, son attention se concentre sur la critique littéraire. De sa plume truculente, sous divers pseudonymes, il livre ses premières attaques contre des personnalités, notamment le critique Camille Roy qu'il qualifie « d'écrivain le plus malicieux du Québec ».
Ses talents le font remarquer. Le 15 mai 1920, il commence à collaborer au journal La Minerve dirigé par Arthur Sauvé, alors chef de l'Opposition à Québec. Il y produit une série d'études sur le mouvement littéraire et artistique au Canada français. Ses écrits ont tôt fait d'attirer l'attention d'un journaliste bien connu pour sa verve (et que Grignon a déjà attaqué dans ses écrits), Olivar Asselin. En octobre de la même année, les deux hommes se rencontrent. Malgré les critiques passées, Asselin complimente Claude-Henri Grignon au sujet des textes signés par son plus récent pseudonyme – Valdombre – et lui offre de collaborer à l'une de ses publications.

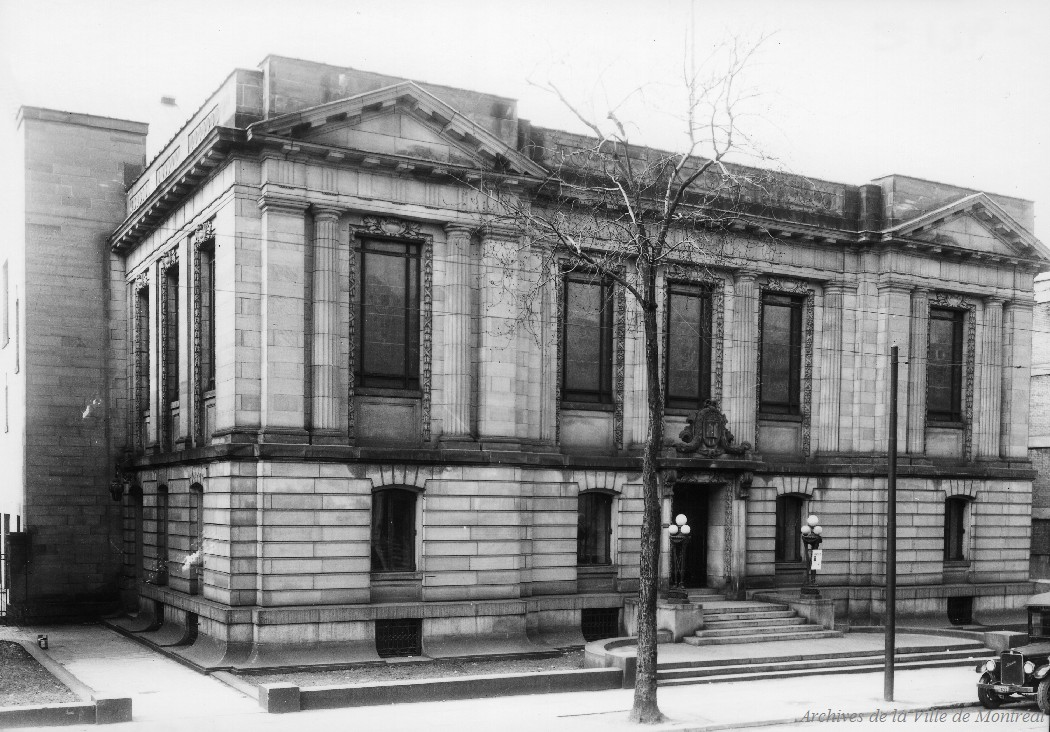
Dans les années 1920, Claude-Henri Grignon fréquente la bibliothèque Saint-Sulpice, dans le Quartier latin de Montréal.

#### Naissance de Valdombre
Le 24 novembre 1920, Claude-Henri Grignon fait son entrée à l'École littéraire de Montréal. Au sein de cette confrérie où il débat fréquemment, il à l'occasion de défendre sa conception de la littérature, opposant les « Vivants » (employant une langue et des thèmes plus près de la vraie vie des Canadiens français) et les « Exotiques » (employant plutôt la langue et les thèmes en vogue dans les salons littéraires parisiens de l'époque),. C'est dans ce contexte que Grignon publie un premier ouvrage sous le pseudonyme de Valdombre, Les Vivants et les autres, en mai 1922, :

« Les Vivants, ce sont les régionalistes, les écrivains nécessaires que réclame depuis si longtemps une littérature naissante. Les Vivants, ce sont les hommes de foi qui croient en la beauté d'une âme canadienne que les lettres françaises doivent magnifiquement traduire. Les autres, ce sont les exotiques, faussaires de la pensée et du style. Ne les appelons par des morts : ce serait les trop honorer. »

À la même époque, Grignon fréquente assidûment la bibliothèque Saint-Sulpice. Influencé par le conservateur Ægidius Fauteux, il découvre les écrits polémiques de Léon Bloy. Son style percutant et intransigeant, prônant une littérature catholique et s'opposant aux écrits jugés matérialistes et socialistes (qui donnent lieu à plusieurs débats en France de la fin du XIXe au début du XXe siècle) le marquent profondément.

#### Le Secret de Lingbergh
En 1928, Claude-Henri Grignon publie son premier roman, Le Secret de Lingbergh, offrant un récit romancé de la traversée du célèbre pilote du Spirit of St. Louis de New York à Paris. La critique est mitigée et l'ouvrage est soumis, sans succès, au jury du prix David.
En octobre 1929, la bourse s'effondre aux États-Unis. C'est le début de la Grande Dépression. Tout en collaborant à La Nation de Québec, à La Vie canadienne et à d'autres journaux, et malgré l'aide occasionnelle de son ami Olivar Asselin et sa chronique hebdomadaire au Petit Journal, Grignon n'est plus en mesure de continuer à vivre en ville. Il décide alors de quitter Montréal pour se réinstaller à Sainte-Adèle.

#### Ombres et Clameurs
En 1933, Claude-Henri Grignon publie un recueil de critiques intitulé Ombres et Clameurs. Les ombres portent sur des ouvrages qu'il n'apprécie pas et les clameurs, sur ceux qu'il approuve. À la même époque, Grignon se retrouve fortement endetté. Tentant de trouver du réconfort dans la foi catholique, son angoisse et sa détresse atteignent leur maximum durant cette période.

### Un homme et son péché
En juillet 1933, alors que son moral est au plus bas à cause de ses problèmes d'argent, Claude-Henri Grignon fait une rencontre qui l'inspire. Lors d'une discussion avec une femme de Sainte-Adèle, celle-ci emploie le mot « pesat », désignant une tige de pois ou de brins de paille dont on se servait jadis pour nettoyer les planchers avec du sable blanc arrosé d'eau. Cette image, symbole d'un immense dépouillement, inspire à Grignon les premières lignes d'une histoire : 

« Tous les samedis vers les dix heures du matin, la femme à Séraphin Poudrier lavait le plancher de la cuisine dans le bas côté. On pouvait la voir à genoux, pieds nus, vêtue d'une jupe de laine grise, d'une blouse usée jusqu'à la corde, la figure ruisselante de sueurs, où restaient collées des mèches de cheveux noirs. Elle frottait, la pauvre femme, elle raclait, apportant à cette besogne l'ardeur de ses vingt ans. D'un geste vif, elle répandait sur le plancher des poignées de sable blanc et, à l'aide d'un bouchon de paille ou de pesat qu'elle trempait dans un seau d'eau, elle frottait d'une main vigoureuse jusqu'à ce que le plancher devînt jaune comme de l'or.
Depuis l'âge de dix ans que Donalda faisait ce travail, elle en connaissait bien le mécanisme peu compliqué mais dur. Quand les reins commençaient de lui chauffer, elle se pliait de telle façon que la douleur disparaissait, ou si un genou lui faisait mal, elle le déplaçait un peu, éprouvant tout de suite une sensation de bien-être qui la reposait et qui redonnait à son corps et à son coeur une poussée verticale de sang et de courage. 
Comme toutes les choses qu'elle savait, Donalda avait appris à laver un plancher chez ses parents, à l'époque de la colonisation, au Lac-du-Caribou. Et c'était d'une valeur si considérable que le vieux garçon Séraphin Poudrier, dit le riche, l'avait tout de suite remarqué. Il lisait dans les gestes. Ses hautes qualités de paysan retors le poussaient à rechercher, dans la femme, la bête de travail beaucoup plus que la bête de plaisir. Comment aurait-il pu hésiter, puisqu'il posséderait les deux? »

Le roman met en scène des personnages connus directement et indirectement par l'auteur (notamment à travers les souvenirs racontés par son père), « bousculé par les événements, vivant dans une atmosphère extrêmement favorable de sensations anciennes ». Le personnage principal de son intrigue, Séraphin Poudrier, rappelle l'harpagon de Molière,.
Les autres personnages, inspirés des anecdotes du père de Claude-Henri Grignon, forment ainsi la base de l'univers d'Un homme et son péché.

#### Succès
En 1934, Claude-Henri Grignon obtient un poste de directeur-adjoint de la publicité au ministère de la Colonisation. Bien qu'il soit retourné dans la fonction publique, le succès de son roman lui ouvre de nouvelles perspectives. Toutefois, à la demande des autorités, il se voit forcer d'expurger son roman de certains mots et de certains passages jugés trop osés, afin d'en produire une version destinée aux écoles. À la suite de ce travail, en 1935, Un homme et son péché remporte le prestigieux prix David, récompensant la meilleure œuvre parue au Québec durant l'année,.
En tant que lauréat du prix David, il est invité par la Société des Arts, Sciences et Lettres de Québec à prononcer une conférence sur son roman, le 18 janvier 1936. Cette conférence, où il entremêle les réflexions sur la littérature et fait l'apologie du passé (avec des éloges à Louis Hémon, Léon Bloy, Jules Barbey d'Aurevilly, Charles Maurras, Léon Daudet et Georges Bernanos, tous apôtres de la droite française catholique), est ensuite publiée sous le titre de Précisions sur Un homme et son péché.
Toutefois, un événement inattendu replonge bientôt Grignon dans la précarité. La situation politique est changeante à Québec et des élections sont déclenchées à l'été 1936. Grignon, dont le poste dépend de son allégeance au Parti libéral (comme tous les autres employés de la fonction publique à cette époque), se retrouve soudain sans emploi à la suite de l'élection de l'Union nationale, le 17 août 1936. Encaissant le coup, mais plus motivé à écrire plus que jamais, il publie à partir du 5 décembre 1936 une première série de pamphlets, intitulés les Pamphlets de Valdombre.
Malgré la pauvreté et l'incertitude, Grignon demeure productif. Le 11 septembre 1939, avec l’aide de sa cousine Germaine Guèvremont, il inaugure la série radiophonique Un homme et son péché. Ce feuilleton connaît une longévité exceptionnelle et se voit diffusé jusqu'en 1962.

### Engagement politique

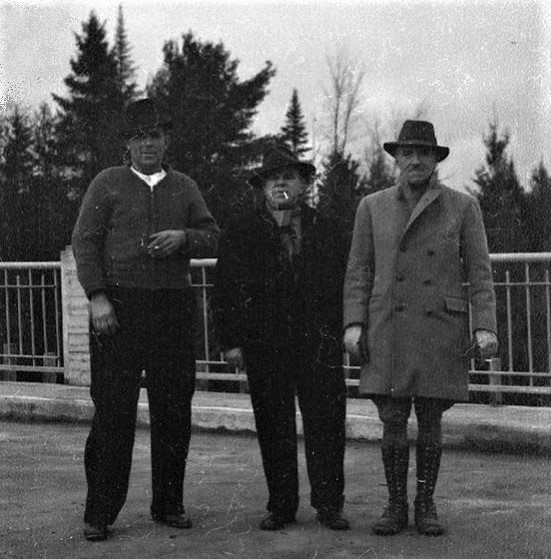
Le maire de Sainte-Adèle en 1941
(au centre)

En janvier 1941, Claude-Henri Grignon est élu maire de Sainte-Adèle. Il conserve ses fonctions jusqu'en 1951. Libéral en politique durant toute sa vie, il offre cependant son soutien publiquement au chef de l'Union nationale Antonio Barrette lors des élections de 1960.

### Les Belles Histoires des pays d'en haut
En 1956, le roman Un homme et son péché est adapté à la télévision par Claude-Henri Grignon sous le titre Les Belles Histoires des pays d'en haut. La série met notamment en vedette Paul Desmarteaux dans le rôle du curé Antoine Labelle et Jean-Pierre Masson dans le rôle de Séraphin Poudrier et Andrée Champagne dans celui de Donalda. Elle est réalisée par Bruno Paradis puis Yvon Trudel.
Au total, 418 épisodes de 30 minutes en noir et blanc et 61 épisodes couleur (à partir de 1966) sont télédiffusés. L'équipe tourne des scènes extérieures, une première dans l'histoire de la télévision québécoise. Sa durée (jusqu'à 1970) ainsi que de nombreuses reprises en font une des œuvres les plus connues au Québec. Trois films sont tirés de l’œuvre de Grignon (1949, 1950 et 2002). Le téléroman est revisité à Radio-Canada en 2016 sous le titre Les Pays d'en haut.
De son côté, l'artiste Albert Chartier illustre 228 épisodes originaux de la bande dessinée Séraphin (format d'une page, noir et blanc) dans le mensuel Le bulletin des agriculteurs sur les scénarios de Claude-Henri Grignon, entre octobre 1951 et septembre 1970,.

### Dernières années
Aux prises avec une santé chancelante, Claude-Henri Grignon prend sa retraite en 1970. En mai 1973, il reçoit la Médaille de l'Ordre du Mérite du Canada.
Ses dernières années se déroulent loin des caméras. Bien qu'il souffre d'artériosclérose, son état de santé ne l'empêche pas de continuer à écrire,. Il travaille notamment sur une biographie de son maître à penser Olivar Asselin. Toutefois, il n'achève pas son manuscrit. Il meurt le 3 avril 1976 à Sainte-Adèle.
Le fonds d'archives de Claude-Henri Grignon est conservé au centre d'archives de Montréal de Bibliothèque et Archives nationales du Québec.

## Vie personnelle
Le 2 septembre 1916, Claude-Henri Grignon épouse Thérèse Lambert (1895-1984) à l'église Saint-Jacques de Montréal. Le couple n'a pas d'enfants, mais adopte une nièce, Claire Grignon.

## Héritage

### Village de Séraphin
En 1965, un pharmacien de Saint-Adèle, Fernand Montplaisir, achète une terre pour y construire un musée en plein air inspiré du téléroman de Claude-Henri Grignon : le Village de Séraphin. Ouvert au public en 1967, le Village devient une attraction touristique très populaire dans les Laurentides. Dans les années 1990, le musée connaît des difficultés financières avant de fermer définitivement le 30 mai 1999.
Son neveu, Pierre Grignon, a suivi ses traces en politique municipale. Il a été maire de Saint-Adèle de 1994 à 2002.

## Œuvre
- Les Vivants et les autres (pamphlet), M. Turc-Barbeau, Nérée Beauchemin, poète de chez-nous, Épigraphe pour un bagne (essais), Montréal, Librairie Ducharme, mai 1922, 15 p.
- Le Secret de Lindbergh (roman), préface en anglais de M.J.A. Wilson, Montréal, Éditions de la Porte d'or, 1928, 209 p.
- Ombres et Clameurs, Regards sur la littérature canadienne (essai), Montréal, Éditions Albert Lévesque, 1933, 204 p.
- Un homme et son péché, roman, Montréal, Éditions du Totem, 1933, 212 p. ; Éditions du Vieux-Chêne, [1935] ill. avec neuf bois de Maurice Gaudreau (Édition définitive). Nombreuses rééditions et préfaces de l'auteur.
- Le Déserteur et autres récits de la terre, Montréal, Éditions du Vieux Chêne, 1934, 219 p. ; rééd. Stanké, 1978.
- Précisions sur Un homme et son péché, Montréal, Éditions du Vieux Chêne, 1936, 107 p.
- Les Pamphlets de Valdombre (5 vol.) :
  - Tome 1 : décembre 1936—novembre 1937, 556 p.
  - Tome 2 : décembre 1937—novembre 1938, 562 p.
  - Tome 3 : décembre 1938—novembre 1939, 461 p.
  - Tome 4 : juin 1940—avril-mai 1941, 415 p.
  - Tome 5 : mars-avril 1942—juin 1943, 246 p.[52]
- Un homme et son péché (film), Québec Productions, 1949, 112 min.
- Séraphin (film), Québec Productions, 1950, 102 min.
- Séraphin illustré, bande dessinée (texte) en collaboration avec Albert Chartier (dessin), Le bulletin des agriculteurs, octobre 1951 à septembre 1970[53]. Repris en album en 2010 par Les 400 coups.
- « La Lampe », La Patrie, 21 décembre 1958, p. 56. Consulté le 18 septembre 2023.
- Charles Binamé, Séraphin : Un homme et son péché (film), Cité Amérique, 2002, 128 min.

## Honneurs
- 1935 : prix Athanase-David pour Un homme et son péché
- 1962 : membre de la Société royale du Canada
- 1967 : officier de l'Ordre du Canada

## Hommages
En 1974, l'avenue Grignon a été nommée en son honneur dans Charlesbourg (maintenant une partie de la ville de Québec).
En 1994, la bibliothèque municipale de Sainte-Adèle a été renommée la bibliothèque Claude-Henri-Grignon.
Un parc situé à Blainville porte le nom de Claude Henri Grignon.